# Нарн Бергамский

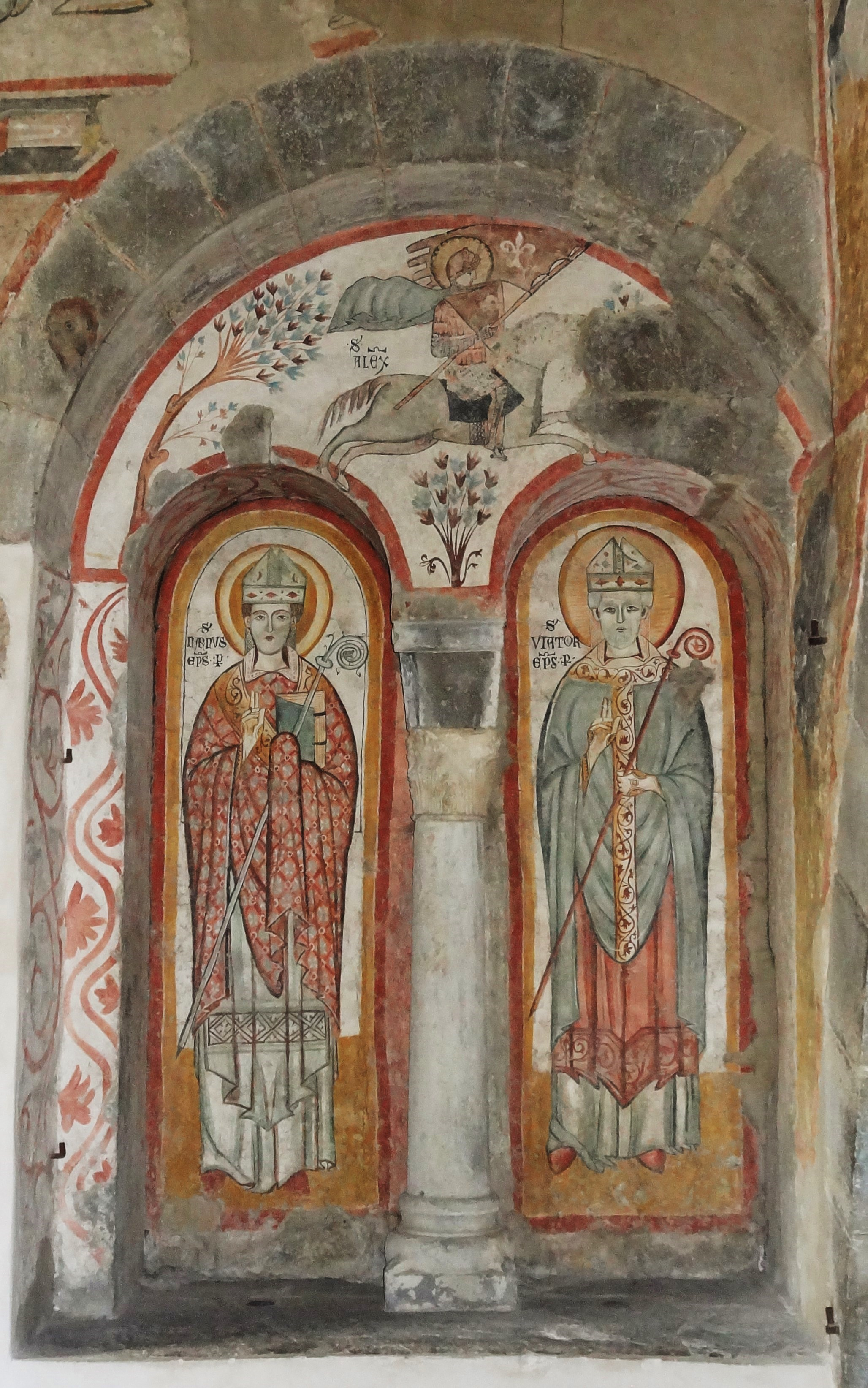
Святые Нарн и Виатор. Cappella di Santa Croce.

Нарн (итал. San Narno; умер в 345 году) — святой епископ Бергамо. День памяти — 27 августа.
Святой Нарн считается первым епископом в Бергамо. Согласно преданию, он был рукоположен святым Варнавой, апостолом от 70. Считается, что он помог святой Грате в сооружении храма святого Александра в Бергамо.
Святой Нарн был похоронен в Бергамо, в крипте храма, освящённого в честь святителя Александра Бергамского. Когда храм был разрушен в 1561 году, мощи Нарна, также как и мощи святого Виатора Бергамского, епископа Бергамо, были перенесены в храм Святого Викентия, в настоящее время являющийся городским собором, где находятся и сейчас.
В день памяти святого был обычай пить воду из источника возле церкви, которой народное поверье приписывает чудодейственную целительную силу.